# Kapuzinerkloster Rottweil
Das Kapuzinerkloster Rottweil ist ein abgegangenes Kloster des Kapuzinerordens in der Stadt Rottweil. Das erste 1627 gegründete Kloster wurde bereits 1632 von den Württembergern niedergebrannt. Das zweite 1651 errichtete Kloster hatte bis 1805 Bestand. Der Klosterkomplex wurde 2008 bis 2011 zu einem Mehrgenerationenhaus umgebaut.

## Geschichte

### Gründung
Eine hinreißende Predigt eines Kapuziners zum Leiden Christi bewog den Bürgermeister und den Rat der Stadt Rottweil sich auf dem Provinzkapitel der Schweizerischen Kapuzinerprovinz in Baden AG vom 25. bis zum 30. August 1623 um einen Klosterbau zu bewerben.

### Erstes Kloster
Bereits am 15. Oktober 1623 wurde in einem Garten vor der Hochtürbrücke das Kreuz der Kapuziner errichtet. Die Sammlung der Gelder zog sich hin. Nach einer Spende von 1500 Gulden von Barbara Blum und 1500 Gulden von Ferdinand Bentler von Bregenrott wurde der Grundstein am 2. Juli 1627 durch den Abt des Klosters St. Georgen in Villingen Melchior Haug gelegt. Nach der Fertigstellung zogen die Mönche Anfang 1632 ein. Die Stadt und das Kloster wurden jedoch am 14. Dezember von den feindlichen Württembergern überfallen. Das noch ungeweihte Kloster wurde vollständig niedergebrannt.

### Zweites Kloster
Im Thummelhof wurde das Kreuz der Kapuziner erneut am 26. Mai 1636 errichtet. Die Kriegswirren und fehlende finanzielle Mittel verzögerten den Bau. Erst am 26. September 1651 konnte der Grundstein gelegt werden. Die fertiggestellte Kirche wurde am 29. September 1655 zu Ehren Mariä Himmelfahrt geweiht. Am 16. April 1668 spaltete sich die neue vorderösterreichische Kapuzinerprovinz von der schweizerischen Kapuzinerprovinz ab. Man war der Auffassung die Schweizer seien den Österreichern von jeher abhold. 1719 wurde der Laienkirche eine Kapelle angebaut, die nach 1746 dem Ordensheiligen Fidelis von Sigmaringen geweiht wurde. Am 24. März 1781 wurde das Rottweiler Kloster durch einen Erlass des Kaisers Joseph II. von der vorderösterreichischen Kapuzinerprovinz abgetrennt und einer neugegründeten schwäbischen Kapuzinerprovinz inkorporiert. 1802 fiel Rottweil an das Herzogtum Württemberg.

### Säkularisation
Das zuletzt mit elf Patres und drei Laienbrüder besetzte Kloster wurde am 19. Dezember 1805 durch die württembergische Landesregierung aufgehoben. Die Patres wurden als Militärseelsorger oder Pfarrer untergebracht. Das Klosterbau wurde 1810 veräußert und zu einer Wirtschaft, dem Gasthaus zur Sonne umgebaut. In der Laienkirche wurde eine Getreidekammer eingerichtet.

### Auflösung der Bibliothek
Die bescheidene etwa 1500 Bände umfassende Bibliothek wurde 1803 bis 1804 im Auftrag der württembergischen Landesregierung verkauft. Ein größerer Teil der Bücher wurde von der Benediktinerabtei St. Blasien übernommen, das seinerseits kurz vor der Aufhebung stand. Das übrige Inventar wurde nach der Aufhebung bis 1810 veräußert.